# Vlag van Buitenveldert

Vlag van Buitenveldert

De vlag van Buitenveldert is op onbekende datum vastgesteld als de dorpsvlag van de Amsterdamse wijk Buitenveldert. De vlag kan als volgt worden beschreven:
Een vlag bestaande uit drie even hoge banen in rood, zwart en rood, met op de scheiding van broeking en vlucht zes witte gekruiste pijlen met een hoogte van 3/4 van de hoogte van de vlag over alle banen heen.
Het ontwerp van de vlag is te herleiden naar de Amsterdamse vlag. De gekruiste pijlen symboliseren waarschijnlijk de belangrijke rol van Buitenveldert in de verbinding tussen Amsterdam en de omliggende dorpen.
De vlag is ontworpen door F. Muller.

## Verwante afbeelding

Vlag van Amsterdam

Abbekerk
· Assendelft
· Bergen
· Bovenkarspel
· Buitenveldert
· Bussum
· De Rijp
· Driemond
· Groet
· Grootschermer
· Graft
· Hauwert
· Huisduinen
· Julianadorp
· Koog aan de Zaan
· Krommenie
· Krommeniedijk
· Lambertschaag
· Marken
· Middelie
· Muiden
· Muiderberg
· Naarden
· Nauerna
· Nibbixwoud
· Nieuw-Vennep
· Omval
· Opperdoes
· Rijsenhout
· Sijbekarspel
· Sint Pancras
· Sloten
· Spaarndam
· Vogelenzang
· Weesp
· Wijk aan Zee
· Wormerveer
· Zaandijk
· Zwaagdijk-West